# Timothy Schmalz
Timothy Schmalz és un escultor canadenc amb seu a St. Jacobs, Ontario, Canadà. Se centra en figures religioses i també té moltes peces públiques. Schmalz és més conegut pel seu Jesús sense llar que va crear en reacció a les moltes persones sense llar que vivien als carrers. Schmalz concep les seves escultures amb una gran devoció al catolicisme i dedica el seu temps a cada peça, de vegades fins a 10 anys formant la idea i esculpint-la. Algunes de les seves obres estan creades en sèrie i d'altres, de peces senzilles. Shmalz ha dit: "Si les meves escultures són utilitzades per la gent com a eina per pensar, llavors estic molt content". Les instal·lacions de la seva obra han portat el seu missatge visual en molts llocs de tot tot el món amb Jesús sense sostre, inclosa la basílica de Sant Pere.